# Svartrå by
Svartrå by [swɔtːruː] eller [svɔtːroː] är den största byn i Svartrå socken, i Okome församling i Falkenbergs kommun. Den ursprungliga bykärnan är belägen väster om väg N 782 och ca 1 kilometer norr om socknens kyrka. I gränsen mot Okome socken rinner Högvadsån. Genom byn rinner även Svartån (i äldre källor kallad Pärleån) och Österbäcken, vilka båda ingår i Högvadsåns vattensystem. Före år 1860, då byn alla gårdar fortfarande var oskiftade, delades byn av Svartån i Väster- och Österbyarna. Några insjöar inom byns ägor, vilka samtliga helt eller delvis ingår i Ätrans huvudavrinningsområde, är Stora Agnsjön, den östligaste delen av Björkasjö vilken angränsar Köinge socken i väster och den sydligaste delen Kroksjön som angränsar till Rolfstorps socken i norr.
Idag (2011) består byn av 15 bebodda lantbruksfastigheter, 14 villor/avstyckade gårdar samt 19 fritidshus, totalt 29 hushåll.

## Historia
För Svartrå by redovisas i gamla jordeböcker  åtta gårdar:
- Svartrå 1 Lars Olsgård [6] – kallas Kårsagård (Kåssagård)
- Svartrå 2 Helge Jönsgård [7] – kallas Backom
- Svartrå 3 Lars Alfsgård [8] – kallas Brunnsgård
- Svartrå 4 Mårten Jönsgård [9]
- Svartrå 5 Anders Larsgård [10] – (kallas Stora Larsagård i äldre kyrkoböcker)
- Svartrå 6 Sven Hansgård [11][12]
- Svartrå 7 Måns Andersgård [13] – kallas Månsagård
- Svartrå 8 Lars Nilsgård [14] – kallas Rabbegården

Laga skifte genomfördes 1860, men byn var sedan gammalt jämförelsevis utglesad varvid hela 10 av totalt 18 gårdar fick ligga kvar på ursprunglig plats (båda Kårsagårdarna, Charles, Jönsa, Gunna, Björsagården, båda Sven-Hansgårdarna, Månsagård och Rabbegården). Utflyttade blev Bylanders, Mossen (inkl. dagens Glimgården och Vråen), Lars Johans (numera riven), Broby, Ängarna, två Lundengårdar (den ena numera riven), och Ängarna (Skrabbet) .
Byns marker har korsats av två järnvägar; Falkenbergs Järnväg (FJ – även kallad Pyttebanan, åren 1894 – 1959) och Varberg-Ätrans Järnväg (WbÄJ, åren 1911 – 1961), men varken station, hållplatser eller banvaktsstugor har legat inom byns ägovidder.

## Bebyggelsenamn

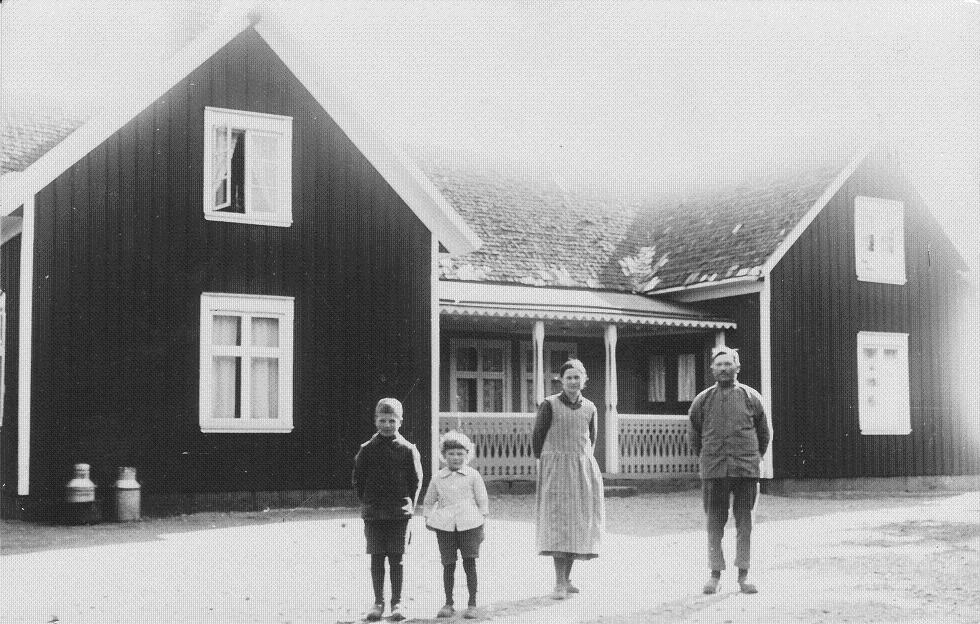
Svartrå #5 Skrabbet sent 1920-tal. Avbildad är ägaren Johan Svensson med familj

Såväl de gamla ursprungliga gårdarna som de olika torpen och backstugorna har genom tiderna haft bebyggelsenamn. Svartrå by har haft många torp och stugor på sina marker och nedan följer en lista med namn dels från kyrkböcker och dels från en torpinventering gjord under 1980-talet.
- Angsjöås (etableringsår okänt). En backstuga.
- Backalyckan (1849 – 1906). Ett torp.
- Bergslätt (1889 – ). En stuga. Friköpt 1927 och numera fritidsbostad.
- Betesåsen (1837 – ). Ett torp. Friköpt 1913 och numera fritidsbostad.
- Björkekullen / Sjön (1846 – ). Ett torp. Friköpt 1930 och sedan 1990 naturreservat.
- Björkhaga (cirka 1885 – 1917, 1927 – ).En backstuga. Senare bebyggd med en villafastighet.
- Björklunden (cirka 1900 – ). En stuga vid Björkekullen.
- Björsagården / Böers. En gård. Numera (2011) avstyckad.
- Bonnastigen / Veken (1858 – 1915). Ett torp.
- Broby / Broen. En gård.
- Bråtadal / Jeurlingens / Sönnerberg (cirka 1726 – ). Ett båtsmanstorp. Friköpt cirka 1905. Fungerade från 1935 som barnkoloni för Varbergs stad och är idag (2011) vandrarhem.
- Bråtahyttan / Bråtastugan (1863 – 1913). En backstuga.
- Bråtaslätt (1847 – 1911). Ett torp.
- Charles / Backom”. En gård.
- Flathult (cirka 1800 – ). Ett. Torp. Friköpt 1860.
- Glimgården / Mossen. En gård.
- Glimhöjden (cirka 1990 – ). En villafastighet. Namnet är nytt.
- Gullberg (cirka 1732 – 1904). Ett båtsmanstorp.
- Gullbergs lycka / Simmens (bebodd intill 1885). En backstuga.
- Gunna. En gård. Numera (2011) avstyckad.
- Hjörnet (ca 1925 – ). En undantagsstuga. Avstyckad som fritidshus 1955.
- Humlebo / Humleberg / Gustavsberg (1807 – ). Ett torp. Friköpt som villafastighet.
- Hypenås / Sotaretorpet (1868 – cirka 1885). Ett torp.
- Hålekull /Hulekull (1820 – 1861). Ett torp.
- Högelid (1840 – 1915). Flera olika torp.
- Jönsa / Brunns. En gård. Numera (2011) fritidsbostad.
- Karlshäll (1875 – ). Ett torp. Friköpt cirka 1925. Numera avstyckad och fritidsbostad.
- Krokarna (cirka 1840 – 1906). Ett torp.
- Kroksjöås (1861 – 1900). Ett torp.
- Linnesmossen / Jönssons ås (cirka 1847 – cirka 1888). En backstuga.
- Ljungliden (1827 – 1875). Ett torp.
- Lugnet (1916 – 1926). En stuga vid Björkekullen.
- Lunden. Två gårdar. Den ena nedriven under 1800-talet, den andra nedbrunnen 1951. Båda gårdarna är idag i sambruk med andra gårdar.
- Lyngli (etableringsår okänt). En backstuga.
- Manvarpet (cirka 1835 – 1934). En backstuga.
- Marias lycka (cirka 1859 – cirka 1870). En backstuga.
- Murarelyckan (1864 – cirka 1905). En backstuga.
- Mossen (1785 – ). Flera torp. Friköpta 1866. Numera är två av dessa bebodda lantbruk, och en tredje gård är avstyckad till villafastighet.
- Mostarna (1861 – 1900). Ett torp.
- Mörkeböke (1849 – 1877). Ett torp.
- Nya Stenbroåsen (1838 – 1870). Ett torp.
- Ny(a)lyckan / Bernhardsberg (1838 – ). Ett torp. Numera friköpt och brukas som fritidsbostad.
- Nyhem (1914 – ). En stuga.
- Pepparforsen (etableringsår okänt). Ett fritidshus. Namnet är nytt på 2000-talet.
- Ramberg (cirka 1807 – 1881). Ett torp.
- Sjödal (1887 – ). Ett torp. Friköpt som fritidsbostad cirka 1950.
- Skogen / Rönnesten (1866 – ). Ett torp. Friköpt 1916. Numera (2011) fritidsbostad.
- Slätten / Skomakaretorpet (1861 – 1885). Ett torp.
- Smörkullen (1843 – 1870). Ett torp.
- Stenbroåsen / Stenstorp (1812 – ). Ett torp. Friköpt 1858. Avstyckad 1970 till villafastighet.
- Stenhyddan / Hyttan (1870 – 1903). En backstuga.
- Sumpa / Kvarnholmen (1864 – ). En kvarnplats och ett torp. Friköpt 1881. Avstyckad 1976 till villafastighet och ägorna bildar sedan 1978 naturreservat.
- Tobias lycka (cirka 1865 – 1896). En backstuga.
- Vekalyckan (1866 –1881). Ett torp.
- Vråen (cirka 1790 – ). Ett torp. Friköpt 1866. Numera (2011) fritidsbostad.
- Vårbacka. En gård.
- Vårdby (1903 – ). Ett skolhus. Numera privatbostad.
- Åsen / Bartels lyckor (1880 – 1890). Ett torp.
- Ängarna / Skrabbet. Två gårdar.

## Övrigt
En orörd forssträcka av Högvadsån bildar sedan 1978 naturreservatet Sumpafallen med promenadstigar i förbi det forsande vattnet genom branta ravinsluttningar, lövskog och betesmark. Hela gården vid Sumpafallen är även efter regeringsbeslut 1995 ett Natura 2000-område.
Sedan år 1990 är även det gamla torpställen Björkekullen ett naturreservat med sitt småskaliga kraftigt stenbundna odlingslandskap där tidigare generationers verksamhet gett upphov till ett mäktigt system av odlingsrösen, terrasser och imponerande stenmurar.
I den före detta barnkolonin Bråtadal drivs idag (2011) ett vandrarhem och konferenscenter.